# Stazione di Musashinodai
La stazione di Musashinodai (武蔵野台駅?, Musashinodai-eki) è una stazione ferroviaria situata a Fuchū, città conurbata con Tokyo, e serve la linea Keiō della Keiō Corporation. A poca distanza si trova la stazione di Shiraitodai dove è possibile interscambiare con la linea Seibu Tamagawa.

## Linee
Keiō Corporation
● Linea Keiō

## Struttura
La stazione dispone di due marciapiedi laterali con due binari passanti in superficie.
| 1 | ● Linea Keiō | per Keiō-Hachiōji, Tama-Dōbutsukōen e Takaosanguchi                                    |
| 2 | ● Linea Keiō | per Chōfu, Meidaimae, Sasazuka, Shinjuku e linea Shinjuku della metropolitana di Tokyo |

## Stazioni adiacenti
| «                                 | Servizio   | »          |
| Linea Keiō                        | Linea Keiō | Linea Keiō |
| --------------------------------- | ---------- | ---------- |
| Tobitakyū                         | Locale     | Tama-Reien |
| Tutti gli altri treni non fermano |            |            |